# Gnamien Nehemie N'Goran
Pour les articles homonymes, voir N'Goran.
Gnamien Nehemie N'Goran, né le 18 avril 1998, est un athlète ivoirien.

## Carrière
Gnamien Nehemie N'Goran est médaillé de bronze du relais 4 × 100 mètres aux Championnats d'Afrique d'athlétisme 2018 à Asaba.
Il termine huitième de la finale du relais 4 × 100 mètres aux Jeux africains de 2019 à Rabat.
Il est médaillé d'or du relais 4 × 100 mètres aux Jeux de la Francophonie de 2023 à Kinshasa.
Il remporte la médaille de bronze du relais 4 × 100 mètres aux Championnats d'Afrique d'athlétisme 2024 à Douala.